# Dracula 3: The Path of the Dragon
Dracula 3: The Path of the Dragon — видеоигра 2008 года в жанре квест и ужасы, по мотивам романа Брэма Стокера «Дракула». Разработана для PC студией Kheops Studio и издана Microïds. В 2010 была адаптирована для Apple iPhone.
Игре предшествовали Dracula: Resurrection (1999) и Dracula 2: The Last Sanctuary (2000). В июне 2013 года произошёл выпуск Dracula 4: The Shadow of the Dragon.

## Игровой процесс
«Dracula 3» является интерактивным квестом от первого лица.

## Отзывы и награды
| Сводный рейтинг | Сводный рейтинг |
| Агрегатор       | Оценка          |
| --------------- | --------------- |
| GameRankings    | 72,38 %         |

- За сценарий на фестивале Festival du Jeu Vidéo 2008 года[4], где была также номинирована в категориях Jeu PC и Meilleure bande son[5].
- «Лучшая приключенческая игра для ПК с видом от первого лица[англ.] (англ.)» — Adventuregamers[6].
- «Лучшая видеоигра» — Imagina 2009[7].
- «Лучшая приключенческая игра 2008 года» — Adventure-archiv[8].